# Volumendisplay

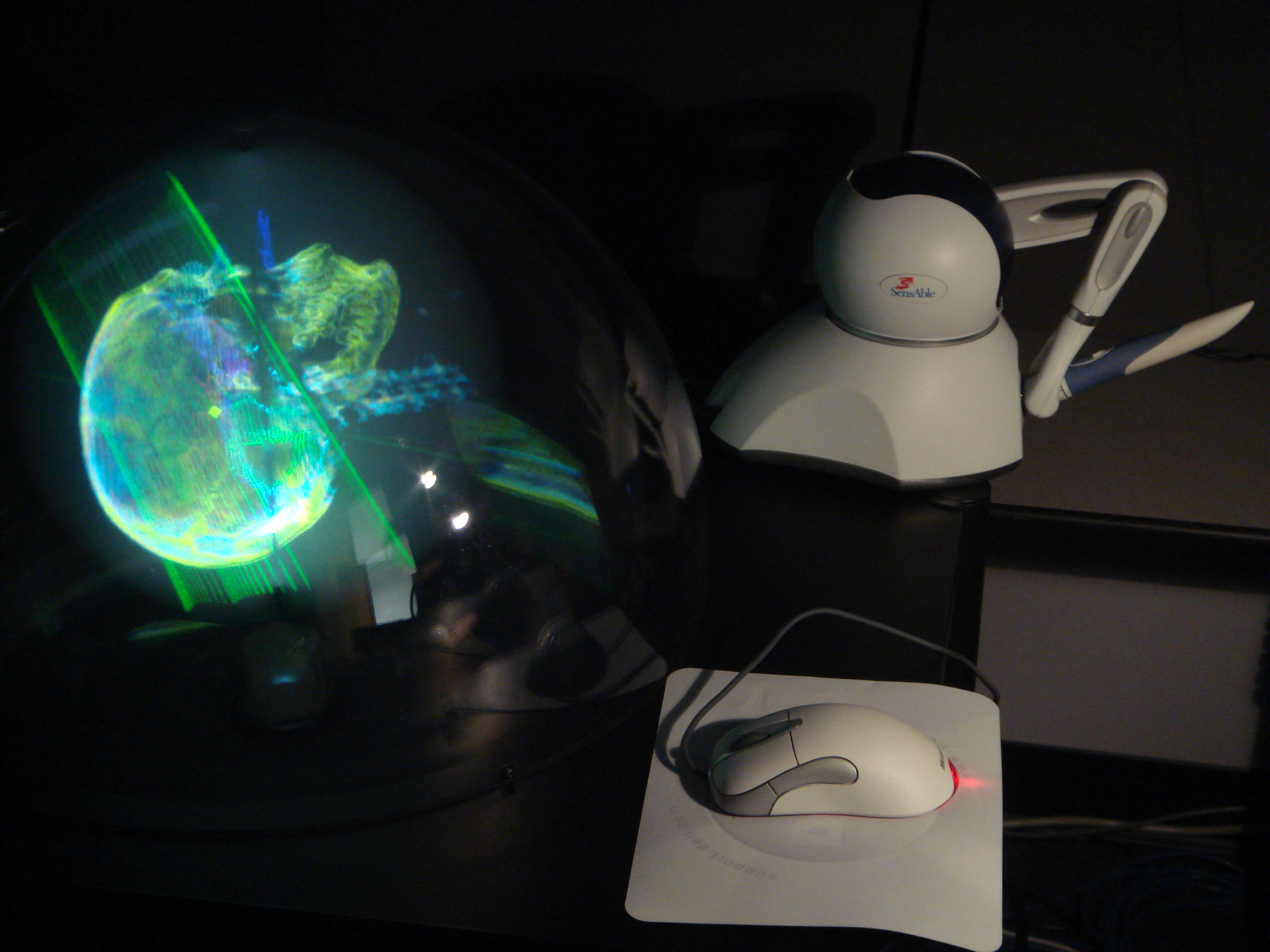
3D-Volumendisplay

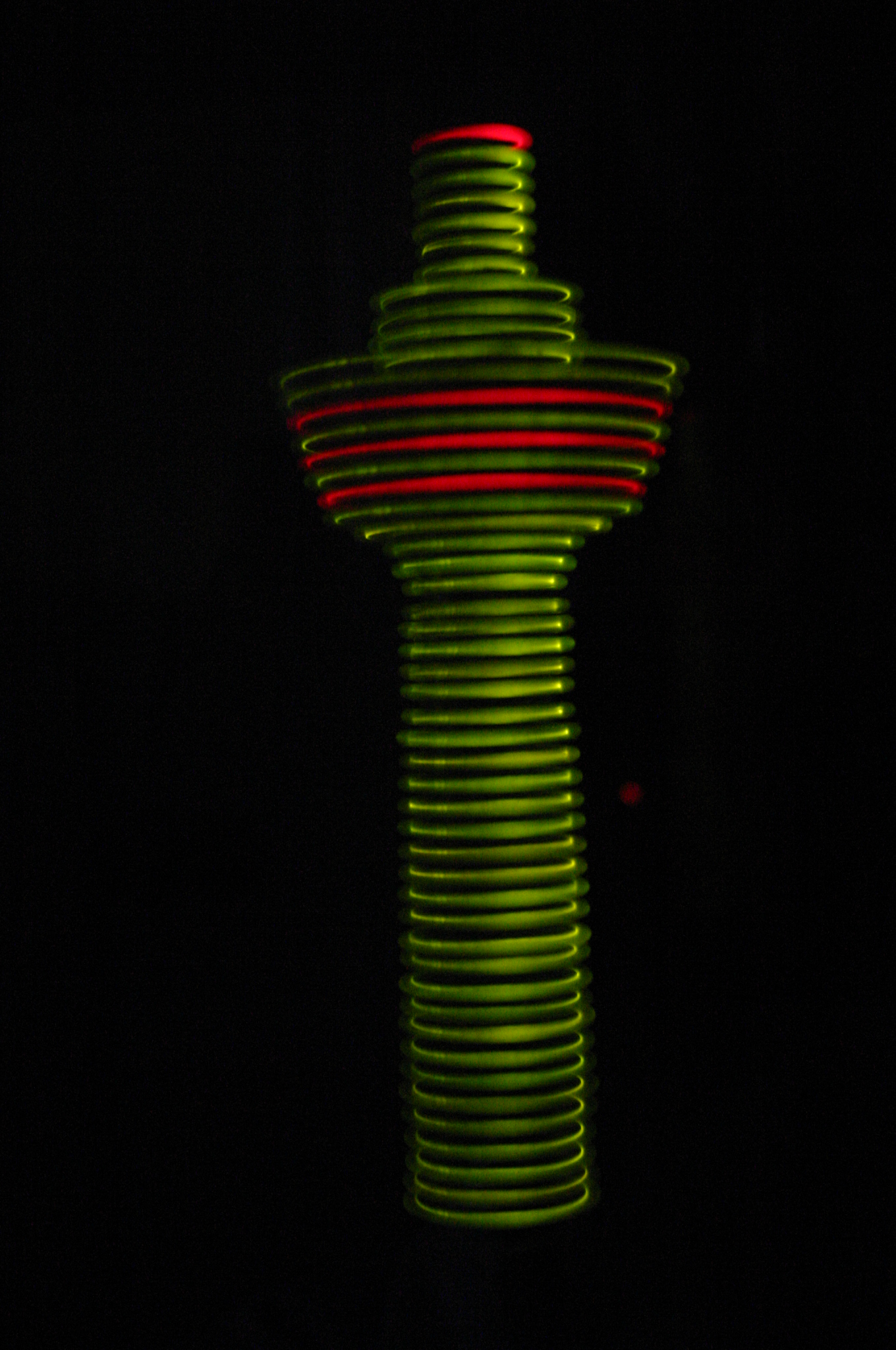
Ein Volumendisplay mit LEDs

Ein Volumendisplay (engl. volumetric display) ist ein graphisches Anzeigegerät (3D-Display).
Es ermöglicht eine visuelle Darstellung eines Objektes in allen drei Dimensionen. Im Gegensatz zu herkömmlichen 2-dimensionalen Anzeigen, die eine räumliche Tiefe nur durch verschiedene visuelle Effekte vortäuschen können, sind Volumendisplays also in der Lage, 3-dimensionale Bilder wiederzugeben, die von allen Seiten betrachtet werden können. Die bisher für die Beschreibung von Bildern verwendeten Pixel im 2-dimensionalen Raum werden bei solchen Displays durch Voxel ersetzt, welche einen wohl-definierten 3-dimensionalen Raum abdecken. Jeder Voxel kann dabei allgemein eine eigene Farbe und Helligkeit anzeigen.

## Weitere Einzelheiten
Bei einem Volumendisplay werden dabei physikalische Mechanismen genutzt, Lichtpunkte im Raum schwebend darzustellen, z. B. über leuchtende Voxel in Gas, Nebel oder auf einer schnell rotierenden Milchglas-Scheibe bzw. -Helix. Andere Lösungen nutzen mehrere LCD.
Eines der Prinzipien eines Volumendisplay besteht darin, die Projektionsfläche zu bewegen, sodass diese ein ganzes Volumen überstreicht. Wenn dies schnell genug geschieht und je nach Position der Fläche andere Inhalte projiziert werden, fasst das menschliche Auge auf Grund seiner Trägheit alles insgesamt zu einem geschlossenen 3D-Bild zusammen.
Ein Ansatz ist die Verwendung einer spiralförmig gewundenen Fläche, geformt wie eine Windung einer Archimedischen Schraube. Diese Fläche wird senkrecht montiert und rotiert um eine senkrechte Achse. Ein 2-D-Projektor projiziert auf einen Sektor dieser Fläche das Bild, also auf eine schräge Fläche, die insgesamt je nach aktuellem Rotationswinkel höher oder tiefer liegt. Der Projektor muss synchron zur Rotation auf diesen Ausschnitt diejenigen Informationen projizieren, welche zu den jeweiligen Höhenpunkten auf der schrägen Fläche passen. Der schottische TV-Pionier J.L. Baird meldete 1941 sein volumetrisches 3D- und Farb-TV-System zum Patent an. Aktuelle Laborsysteme (Japan, GB) verwenden u. a. Laserlichtquellen.

### Neuere Entwicklungen
Forscher der Universität von São Paulo in Brasilien und der Universität von British Columbia in Kanada haben das sphärische Display Spheree entwickelt, mit dessen Hilfe Benutzer dreidimensionale Objekte betrachten und mit ihnen interagieren können. Vom äußerlichen Erscheinungsbild her erinnert es auf den ersten Blick an eine Schnee- oder Kristallkugel.
Vorgeführt wurde die neue Technologie auf der SIGGRAPH 2014, der 41. Internationalen Konferenz und Ausstellung zu Computergrafik und interaktiven Technologien, die vom 10. bis 14. August 2014 in Vancouver stattfand. Dort konnten die Teilnehmer eine 3D-Animation steuern, in der ein Zug im Schneefall rund um ein animiertes Haus herum fuhr.
Möglich wird diese interaktive Visualisierung durch acht Projektoren im Taschenformat (Pico-Projektoren), die im Fußteil der Kugel untergebracht sind, sowie einer leistungsstarken Software, die das Zusammenspiel der einzelnen Projektoren koordiniert und für eine automatische Kalibrierung der Projektoren sorgt. Somit ist es möglich, Auflösung und Helligkeit der einzelnen projizierten Bilder derart miteinander nahtlos zu verbinden, dass ein Rückgang der Qualität verhindert wird und eine einheitliche Darstellung einer 3D-Animation fast überall auf der Kugeloberfläche möglich wird. Dies gelingt vor allem durch den Einsatz einer Webcam, welche die Position der einzelnen Projektionen feststellt und ihren Beitrag zum Gesamtbild in der Kugel gezielt berechnet.
Um die Interaktion mit Menschen in der Umgebung zu ermöglichen, verwendet das Display sechs Infrarot-Kameras. Sie verfolgen die Bewegung der Zuschauer, die mit Hilfe eines Sensors gekennzeichnet sind. Durch die Daten der Kameras kann ein Computer ständig die virtuelle Szene perspektivisch bezogen auf die Position eines Betrachters korrigieren. Darüber hinaus ermöglicht eine Leap Motion-Schnittstelle die Steuerung und Interaktion der 3-D-Szenen und Animationen mit Gesten. Somit ist es beispielsweise möglich, eine Animation zu beginnen oder vorwärts und rückwärts zu bewegen.